# Excelsior (Wisconsin)
Excelsior es un pueblo ubicado en el condado de Sauk en el estado estadounidense de Wisconsin. En el Censo de 2010 tenía una población de 1575 habitantes y una densidad poblacional de 17,88 personas por km².

## Geografía
Excelsior se encuentra ubicado en las coordenadas 43°31′12″N 89°52′46″O / 43.52000, -89.87944. Según la Oficina del Censo de los Estados Unidos, Excelsior tiene una superficie total de 88.07 km², de la cual 86.88 km² corresponden a tierra firme y (1.36%) 1.2 km² es agua.

## Demografía
Según el censo de 2010, había 1575 personas residiendo en Excelsior. La densidad de población era de 17,88 hab./km². De los 1575 habitantes, Excelsior estaba compuesto por el 98.16% blancos, el 0.13% eran afroamericanos, el 0.38% eran amerindios, el 0.32% eran asiáticos, el 0% eran isleños del Pacífico, el 0.25% eran de otras razas y el 0.76% pertenecían a dos o más razas. Del total de la población el 1.9% eran hispanos o latinos de cualquier raza.